# Isopropilamina
Isopropilamina é a amina primária obtida pela substituição do grupo hidroxila no álcool isopropílico por uma -NH2.